# Laubach-Kolleg
Das Laubach-Kolleg ist ein Oberstufengymnasium mit integriertem Kolleg als Institut des Zweiten Bildungsweges und angeschlossenem Wohnheim in Laubach (Mittelhessen). Es steht in Trägerschaft der Evangelischen Kirche in Hessen und Nassau.

## Geschichte
Die Geschichte des Laubach-Kollegs geht auf die am 7. Mai 1555 gegründete Lateinschule zurück, die Graf Friedrich Magnus zu Solms-Laubach kurz nach der Einführung der Reformation in Laubach einrichtete.
Im 20. Jahrhundert wurde von der Evangelischen Kirche in Hessen und Nassau zunächst ein Realgymnasium gegründet, das 1946 eröffnet wurde. Seit 1948 wurde daraus ein Gymnasium, das unter dem Namen Paul-Gerhardt-Schule firmierte. Ihm angeschlossen waren drei Alumnate (Internat), das Paul-Gerhardt-Alumnat (Gründung 1946), das Singalumnat (Gründung 1949) und das Graf-Friedrich-Magnus-Alumnat (Gründung 1951). Die Singalumnen stellten auch die Laubacher Kantorei, zu seiner Zeit ein Chorkörper auf dem Niveau des Dresdner Kreuzchors; es wurde 1981 geschlossen. Traditionell wurde in der Sportausbildung des Graf-Friedrich-Magnus-Alumnats ein Schwerpunkt auf den Basketball gelegt, hauptsächlich weil dessen Leiter Theo Clausen war, der in den 1930er Jahren als einer der Ersten diese Sportart in Deutschland bekannt machte. In den Jahren 1965, 1967 und 1968 standen in der Mannschaft des Deutschen Basketballmeisters der Männer – des MTV Gießen – auch Abgänger des Graf-Friedrich-Magnus-Alumnats, unter anderen hat Holger Geschwindner, der Mentor des NBA-Stars Dirk Nowitzki, bei Theo Clausen das Basketballspielen gelernt.
Mitte der 1960er Jahre errichtete die Evangelische Kirche in Hessen und Nassau unweit des neuen Wohngebäudes des Graf-Friedrich-Magnus-Alumnats einen Neubau, um eine Schule des zweiten Bildungsweges einzurichten, die den Namen Laubach-Kolleg erhielt. Hier konnten Erwachsene nachträglich das Abitur erwerben. Anfang der 1970er Jahre stellte die Paul-Gerhardt-Schule, die erst 1946 in der Tradition der Laubacher Schulen seit 1555 von der EKHN unter Mithilfe des Grafen Georg Friedrich zu Solms-Laubach, des Pfarrers Schmitt und des Bürgermeisters Desch gegründet worden war, ihre Unterrichtstätigkeit ein und schloss ihre Pforten. Die Schüler der Unter- und Mittelstufe besuchten danach die Gesamtschule Laubach, während die Oberstufenschüler ins Laubach-Kolleg wechselten, das als integrierte gymnasiale Oberstufenschule und Kolleg des Zweiten Bildungsweges, das heutige Laubach-Kolleg, weitergeführt wurde. Bis heute ist es eine Schule mit christlich-humanistischer Prägung; das zeigt sich nicht zuletzt durch die Pflege der alten Sprachen Latein, Griechisch und Hebräisch. Als Besonderheit können sich Kollegiaten im 2. Bildungsweg mit den Schülerinnen und Schülern im 1. Bildungsweg gemeinsam auf das Abitur vorbereiten. Einen weiteren Profilschwerpunkt setzt die Umweltbildung. Im Jahr 2010 wurde das Laubach-Kolleg als Umweltschule ausgezeichnet. Von Beginn des  Schuljahres 2015/16 an können die  Schüler in der Einführungsphase zusätzlich zum bewährten Bildungsangebot eigene  Schwerpunkte setzen, um individuelle Interessen und Begabungen zu fördern sowie Kompetenzen  weiterzuentwickeln. Zur Auswahl stehen vier Profilfelder: „Gesellschaftliche  Verantwortung“, „Ökologie“, „Alte und Neue Sprachen“ sowie „Kultur“, die sechs Studiennachmittage und ein zweiwöchiges Praktikum umfassen. Hier werden in  Zusammenarbeit mit profilierten Institutionen wie umliegenden Universitäten und  Fachhochschulen sowie öffentlichen Einrichtungen und Betrieben fächerübergreifend  vor allem praxisorientierte Lernerfahrungen ermöglicht und diese anschließend  reflektiert und über Zertifikate in das eigene Portfolio eingebunden.
Von 2016 bis 2019 verfügte das Laubach-Kolleg über eine „Realschule für Erwachsene“, welche junge Geflüchtete zum (teils auch qualifizierten) Realschulabschluss führte und einen besonderen Schwerpunkt auf die Förderung der Sprachkompetenz legte.

## Wohnheim
Heute gehört ein Wohnheim zum Kolleg, dessen Wohnheimzimmer und Studierzimmer von auswärtigen Kollegiaten bzw. Schülern genutzt werden können. Derzeit ist das Wohnheim allerdings aufgrund der Covid-19-Pandemie bis auf Weiteres geschlossen. Das Gebäude des ehemaligen Graf-Friedrich-Magnus-Alumnats und die benachbarte ehemalige Schulturnhalle der Paul-Gerhardt-Schule wurden dem Laubach-Kolleg zugeordnet. Im Jahr 2007 wurde die Schule im Bereich der Naturwissenschaften durch einen modernen Anbau erweitert und in den Folgejahren energetisch saniert.

## Förderverein
Der Förderverein heißt  Kreis der Freunde und Förderer des Laubach-Kollegs.